# کلی (لوئیزیانا)
کلی (به انگلیسی: Kelly) یک منطقهٔ مسکونی در ایالات متحده آمریکا است که در لوئیزیانا واقع شده‌است. کلی ۳۵٫۹۷ متر بالاتر از سطح دریا واقع شده‌است.